# 능동초등학교 (경남)
능동초등학교(Gimhae Neungdong Elementary School)는 대한민국 경상남도 김해시에 위치한 초등학교이다.

## 학교 연혁
- 2004년 1월 8일 능동초등학교 설립 인가
- 2004년 9월 1일 능동초등학교 개교(14학급)
- 2007년 3월 1일 도지정 e-러닝 시범학교 선정
- 2009년 3월 1일 도지정 녹색성장정책연구학교 선정 (2년간)
- 2009년 9월 1일 제3대 박금남 교장 취임
- 2009년 12월15일 학력향상 우수학교 선정 (3년간)
- 2010년 12월 8일 학교평가 우수학교 선정
- 2011년 3월 1일 학급증설 (38학급)
- 2012년 2월 17일 제8회 졸업식 (총 졸업생 수 1,000명)
- 2012년 3월 1일 도지정 학교스포츠클럽 시범학교 선정

## 학교현황
- 학생수 1,045명 (2012년 7월 현재)
- 교직원수 교사 : 48명, 직원 : 29명

## 학급 수
- 1학년 : 7학급(특수학급 포함)
- 2학년 : 6학급
- 3학년 : 5학급
- 4학년 : 8학급
- 5학년 : 9학급
- 6학년 : 7학급

## 기타
- 2009년부터 3년 연속 학력향상 우수학교로 선정
- 김해시 주관 아토피 ‧ 천식예방 관리 안심학교
- 경상남도교육청 주관 학교 숲 가꾸기녹색학교 조성사업 2년째 시행
- 경상남도교육청 지정 학교 스포츠 클럽 시범학교운영